# Fontenay-de-Bossery
Fontenay-de-Bossery ist eine französische Gemeinde mit 70 Einwohnern (Stand: 1. Januar 2022) im Département Aube in der Region Grand Est. Sie gehört zum Arrondissement Nogent-sur-Seine und zum Kanton Nogent-sur-Seine. 
Sie ist umgeben von folgenden Nachbargemeinden:
| Courceroy | La Motte-Tilly                              | Nogent-sur-Seine   |
|           | Kompassrose, die auf Nachbargemeinden zeigt | Fontaine-Mâcon     |
| Gumery    |                                             | Avant-lès-Marcilly |

## Bevölkerungsentwicklung
| Jahr                      | 1962 | 1968 | 1975 | 1982 | 1990 | 1999 | 2008 | 2016 |
| ------------------------- | ---- | ---- | ---- | ---- | ---- | ---- | ---- | ---- |
| Einwohner                 | 91   | 88   | 77   | 75   | 81   | 78   | 81   | 73   |
| Quelle: Cassini und INSEE |      |      |      |      |      |      |      |      |

## Sehenswürdigkeiten

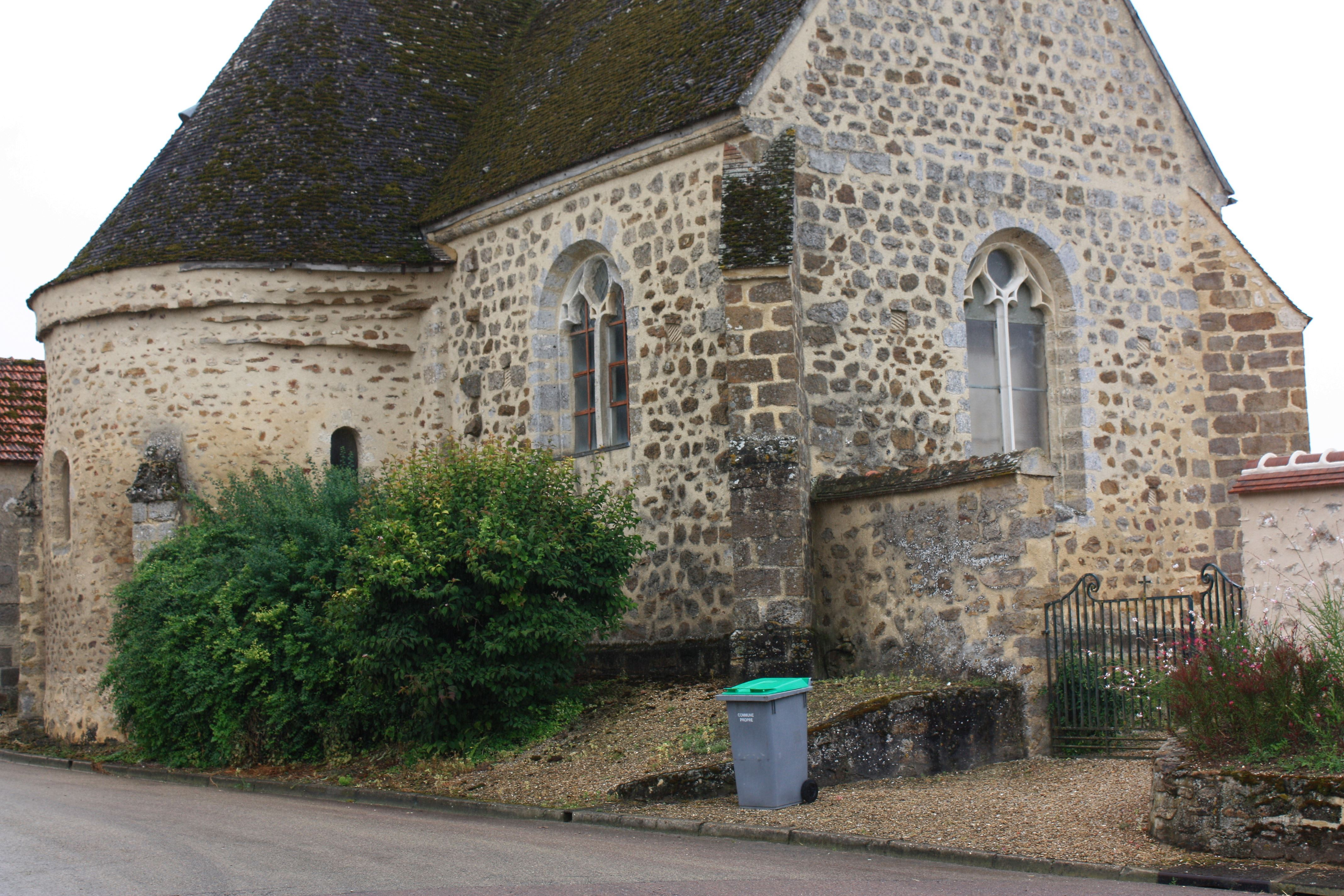
Kirche Saint-Jean-Baptiste

- Kirche Saint-Jean-Baptiste